# Club Atlético Racing
El Club Atlético Racing, conocido generalmente como Racing de Córdoba o Racing de Nueva Italia, es una entidad deportiva argentina de la ciudad de Córdoba. Fue fundado el 14 de diciembre de 1924 y su actividad principal es el fútbol profesional. Juega sus partidos de local en el Estadio Miguel Sancho, ubicado en un barrio popular llamado «Nueva Italia», en la zona noreste de la ciudad. Actualmente milita en la Primera Nacional, segunda categoría del fútbol argentino.
Su mejor participación en torneos de Primera División tuvo lugar en el Campeonato Nacional de 1980, torneo en que alcanzó el subcampeonato.
Otros logros importantes de la institución a nivel futbolístico son: 1 Copa Presidente de Corea del Sur en 1981, 3 Torneo Argentino A - Torneo Federal A, 3 Torneo Argentino B - Federal B - Torneo Regional Federal Amateur, 8 campeonatos de Liga Cordobesa de Fútbol y 1 Provincial.
Su estadio es el Miguel Sancho, ubicado en el Barrio Nueva Italia y con capacidad para 22.000 espectadores. Actualmente cuenta con 10.000 socios.
Su clásico rival es el Instituto Atlético Central Córdoba de su misma ciudad, con quien disputa el segundo clásico más importante de Córdoba, pero también mantiene grandes rivalidades con los otros dos clubes importantes de la misma (Belgrano y Talleres).
La división femenina del club es uno de los equipos referentes del fútbol femenino del interior. Juega en la Primera A  de la Liga Cordobesa de Fútbol, torneo que ganó una vez en 2018.

## Historia

### Fundación
El domingo 14 de diciembre de 1924 en el Barrio Inglés (después conocido como Barrio Pueyrredon) se fundó el Club Atlético Racing de Córdoba. La fundación se llevó a cabo en una habitación de la calle Suipacha al 948 por un grupo de jóvenes aficionados al fútbol, entre ellos, Tomás Sainz Gutiérrez, Argentino Sainz Gutiérrez, Mario Sánchez, José Sánchez, Félix Flandin, Rodolfo Castro Aguirre, José Salomone, Felipe Céliz, Antonio Colazo, Fernando Criado, Alfredo Tello , Gabriel Soria y Ricardo Sander. El objetivo de la fundación fue el de jugar de manera oficial con otros equipos de la ciudad.
La primera medida tomada por el grupo de jóvenes fue crear una comisión directiva provisoria, la que estuvo encabezada por Rodolfo Aguirre, considerado como el primer presidente del club. Al año siguiente, se conformó una comisión directiva definitiva con Mario Sánchez como presidente, José Vargas como vicepresidente y Félix Flandin en el cargo de secretario.

### El nombre y los colores
A la hora de elegir el nombre de la institución, el back derecho del equipo, José Salomone, propuso el nombre de Club Atlético Racing por ser fiel seguidor del Racing Club de Avellaneda, mientras que Mario Sánchez, que luego ocuparía la presidencia, sugirió el nombre de Tiro Federal por su simpatía hacia el club rosarino. Ante estas dos propuestas, la comisión directiva provisoria, presidida por Rodolfo Castro Aguirre, decidió que los presentes votaran por el nombre que les gustara más. Luego del escrutinio, resultó ganador el de Racing, con el que fue inscrito en la Liga Cordobesa de Fútbol.
Con respecto a la elección de los colores la decisión fue unánime: el celeste y el blanco. Sin embargo, cuando la Liga Cordobesa aprobó la fundación del club el 4 de marzo de 1925 rechazó los colores elegidos debido a que el club Vélez Sarsfield ya los utilizaba previamente. Frente esta situación, Racing se vio obligado a utilizar una casaca celeste, blanca y roja a bastones verticales hasta la desaparición del club Vélez Sarsfield en 1926.

### Años 1920-1940: comienzos

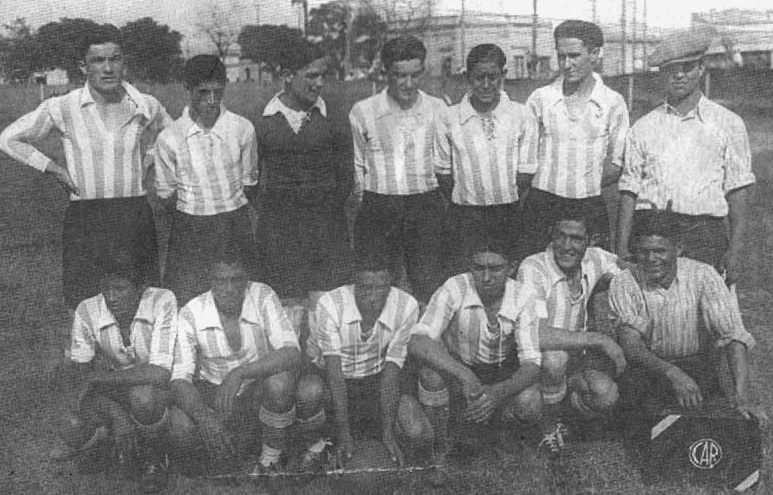
Plantel de Racing de Córdoba en 1932. Integrado por Sandroni, Cabrera, Flores, Sánchez, Carrizo, González, Aguirre, Silva, del Olmo, Pascual, Márquez y Tomatis

Durante sus primeras participaciones en la Liga Cordobesa comenzaría a disputar en el año 1926 la Tercera División de la cual se adjudicaría el título ganando la final disputada en el Parque Sarmiento contra la local de Instituto de Córdoba ascendiendo de esta manera a la Segunda División. Además se destaca en 1927 el primer título de sus divisiones inferiores en la Tercera División Extra.
En el año 1935 se consagró campeón de manera invicta de la Segunda División, ascendiendo por primera vez a la Primera División de la Liga Cordobesa. Sin embargo al año siguiente volvería inmediatamente a Segunda División producto del descenso y retornaría en 1942 nuevamente a la Primera División Cordobesa.

### Años 1950-1980: Consagración

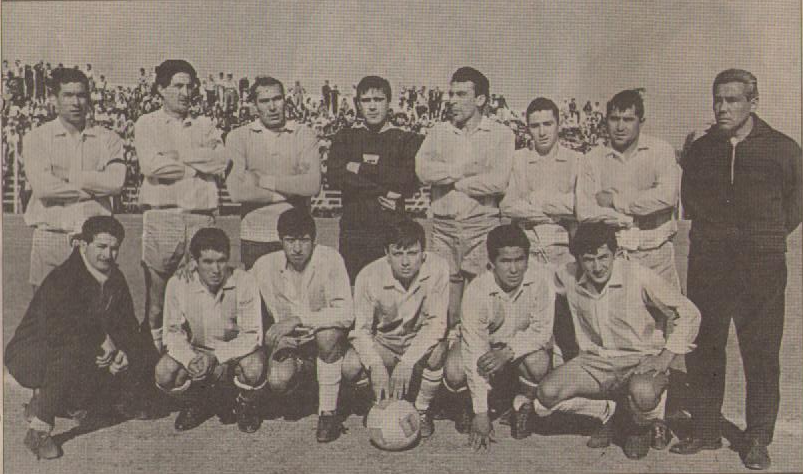
Formación del Racing de Córdoba Campeón Oficial de la Liga Cordobesa en 1967. Entre ellos se encuentran José Solves y los hermanos Ricardo Videla y Carlos Videla

Los primeros torneos obtenidos por Racing en la Primera División de la Liga Cordobesa fueron el Torneo Preparación del año 1953 y el Torneo Preparación de 1958.
El 28 de octubre de 1962 se consagra por primera vez como Campeón Oficial de la Liga Cordobesa venciendo a Talleres de Córdoba por 2 a 1 en la antepenúltima fecha del Torneo Clausura.

El segundo título de liga llegará en el año 1965 donde Racing realiza su mejor actuación en los torneos locales cordobeses ganando todos los torneos en disputa (Iniciación, Competencia y Clausura) consagrándose de esa forma como el campeón Oficial. 

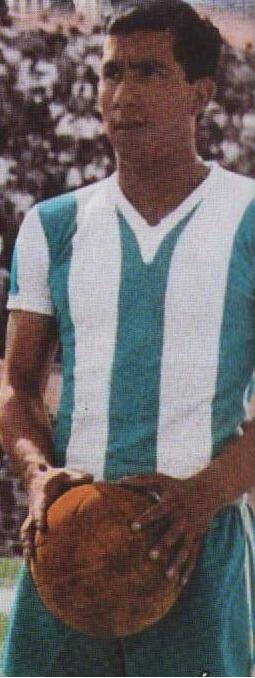
Carlos Videla. Jugador con más partidos disputados en Liga Cordobesa

En el año 1967 se proclama campeón por tercera vez. Además clasifica al Torneo Regional de 1967 al ganarle a Instituto de Córdoba por 1 a 0 en la final por la plaza cordobesa del torneo. De esta manera disputó por primera vez en su historia un torneo a nivel nacional organizado por la Asociación del Fútbol Argentino.
Finalmente en 1977 consagrándose como el subcampeón cordobés lograría la clasificación por primera vez a un torneo de Primera División Argentina para disputar el Torneo Nacional 1978.
La Década de 1980' será para el Racing cordobés la más exitosa de su historia. Luego de participar en el Torneo Nacional del 78 se consagra por cuarta vez campeón de Córdoba en 1980 adjudicándose el Torneo Apertura derrotando en la final a Belgrano de Córdoba y ganando la final del Torneo Oficial ante Instituto de Córdoba por penales. De esta manera la Academia Cordobesa clasifica por segunda vez al Campeonato Nacional.
Luego de su subcampeonato en el Campeonato Nacional de 1980 y la obtención de la Copa Presidente en Corea regresa a Córdoba para disputar la liga local donde obtiene su quinto título coronándose como campeón de la liga cordobesa de 1981 clasificando al Nacional de 1981.
Posteriormente logra su sexto campeonato al ganar el Torneo Provincial de 1981 derrotando en la final a Estudiantes de Río Cuarto, con la obtención de dicho torneo se clasifica por cuarta vez al Nacional de 1982.
Por su gran actuación en los Nacionales de 1980 (Subcampeón) y 1982 (Cuartos de final) se le otorgó el derecho a la participación del Campeonato Metropolitano de AFA quedando de esta forma de manera permanente en Primera División. Debido a esto, los campeonatos locales tuvieron que ser afrontados por un equipo amateur integrado por jugadores de las divisiones inferiores hasta el año 1993 cuando Racing descendió de la B Nacional a la liga local cordobesa. En la actualidad los ha vuelto a disputar con un equipo amateur compuesto por juveniles ante su regreso a los torneos de AFA en 1999 producto de su ascenso al Nacional B y posteriores participaciones en el Torneo Argentino A.

### Primera División

#### Primera participación: Nacional 1978
El 4 de noviembre de 1978 el club cordobés hace su debut en los Torneos Nacionales de fútbol argentino en La Paternal contra Argentinos Juniors con un resultado adverso de 1 a 0 con gol de Diego Armando Maradona.
El equipo comandado por Alfio Basile mantuvo la base del equipo que había conseguido el subcampeonato de la Liga Cordobesa de ese mismo año. Integró la Zona C junto a los equipos Independiente, Vélez Sarsfield, Gimnasia y Esgrima de La Plata, Deportivo Roca (Río Negro), Rosario Central, Argentinos Juniors y Altos Hornos Zapla (Jujuy).
Realizó una meritoria campaña, a pesar de no acceder a la fase final del campeonato, finalizando en el 4° lugar de la zona con 14 puntos, totalizando 5 partidos ganados, 4 empatados y 5 perdidos.

#### Subcampeonato del Nacional 1980
El Nacional de 1980 es la participación más recordada del club en la máxima categoría del fútbol argentino donde terminó siendo el subcampeón de Primera División. Aquel equipo nuevamente comandado por Alfio Basile como director técnico daría cátedras del buen fútbol al país entero.
Llegó al torneo en condición de campeón cordobés de 1980 e integró en la Zona A en la fase regular junto a los equipos Rosario Central, Estudiantes de La Plata, Vélez Sarsfield, Gimnasia y Esgrima de Jujuy, Racing Club y Atlético Tucumán.
Clasificaría a las instancias finales empatando en el primer puesto de la zona con Rosario Central totalizando 17 puntos con 8 partidos ganados, 1 empatado y 5 perdidos.
En cuartos de final eliminaría a Argentinos Juniors empatando 1 a 1 de visitante en la ida y ganando por 3 a 1 en condición de local en el Estadio Olímpico de Córdoba.
En semifinales triunfaría categóricamente ante el gran candidato del torneo el Independiente de Ricardo Bochini con un despliegue de fútbol inigualable. En condición de local nuevamente en el Estadio Olímpico de Córdoba golearía por 4 a 0. Para el partido de vuelta disputado en la Doble Visera se clasificaría a la final perdiendo ajustadamente por 5 a 3 finalizando la serie con un global de 7 a 5 a su favor.
En la final se encontraría una vez más con Rosario Central. En el partido de ida caería drásticamente como visitante en el Gigante de Arroyito por 5 a 1. En el partido de vuelta disputado en Córdoba ante 42.000 espectadores en el Estadio Olímpico de Córdoba se despediría de su público dignamente con una victoria por 2 a 0 que no alcanzaría para el campeonato.
Sin embargo, a pesar del resultado, aquel equipo conseguiría algo único e irrepetible grabando el nombre del Racing Cordobés en la historia del fútbol argentino.

#### Copa Presidente de Corea 1981

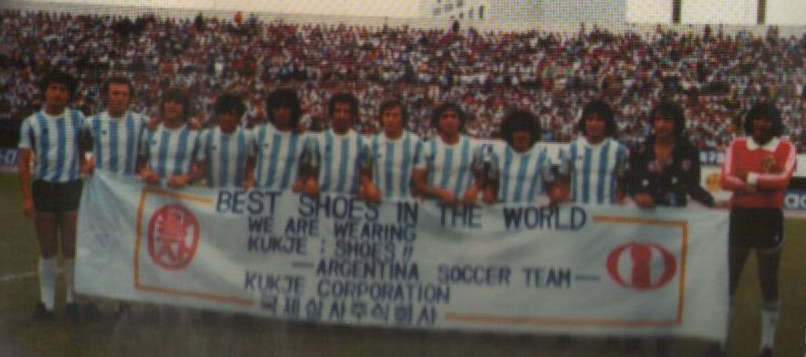
Racing de Córdoba en la Copa Presidente en Corea del Sur de 1981

En 1981 el plantel que venía de perder la final del Nacional 80' frente a Rosario Central fue invitado a participar de un torneo internacional en Corea del Sur. El torneo en cuestión era la XI edición de la Copa Presidente, un certamen integrado por selecciones de fútbol asiáticas, clubes europeos y clubes sudamericanos.
Participaron en total 12 equipos que se dividieron en dos zonas. Racing integró su zona junto a Corea del Sur, Malasia, Japón, FC Saarbrücken de Alemania y Châteauroux de Francia.
La otra zona fue integrada por las selecciones de Tailandia, Malta, Liechtenstein y los clubes Danubio FC de Uruguay y Vitoria FC de Brasil (campeón del certamen en 1979).
Racing lideró su zona con 4 victorias (6 a 0 vs. Malasia, 1 a 0 vs. Japón, 1 a 0 vs. FC Saarbrücken, 4 a 3 vs. Châteauroux) y un empate (1 a 1 vs. Corea del Sur) obteniendo así la clasificación a las semifinales.
En semifinales superaría al conjunto brasilero de Vitoria FC por 2 a 1 con goles de López y Amuchastegui.
En la final se enfrentó nuevamente ante el local Corea del Sur. El partido se disputó el 26 de junio de 1981 en el Estadio Dongdaemun de Seúl dejando como resultado un empate de 2 a 2. Racing se consagraría como campeón debido a que en caso de igualdad la victoria era otorgada al visitante.
Para finalizar su gira por Corea del Sur disputó un amistoso al día siguiente de la final ante el Hallelujah FC que terminaría en empate con un marcador de 1 a 1.
El Racing cordobés terminaría el invicto en sus 8 presentaciones convirtiéndose en el segundo equipo del interior del país en lograr un torneo internacional y el único que lo hizo enfrentando a seleccionados nacionales.

#### Torneos Nacionales 1981 y 1982
Al consagrarse campeón por cuarta vez en la Liga Cordobesa de 1980 logró la clasificación al Torneo Nacional 1981.
En su tercera participación en la Primera División integró la Zona C junto con Independiente, Vélez Sarsfield, Belgrano de Córdoba, Newell's Old Boys, Platense, Gimnasia y Tiro de Salta y Huracán de San Rafael (Mendoza).
La Academia Cordobesa realizaría una campaña magnífica cosechando 19 puntos con 8 partidos ganados, 3 empatados y 3 perdidos. Sin embargo en una insólita e injusta decisión de la Asociación del Fútbol Argentino se le descontaron 4 puntos por enviar un telegrama a Julio Humberto Grondona, el Colegio de Árbitros y al club Independiente protestando por irregularidades en los arbitrajes.
De esta manera se le quitó en los escritorios la posibilidad de jugar los cuartos de final que el club se había ganado en el campo de juego.
En 1981 luego de la Copa Presidente en Corea del Sur en su vuelta al país también se coronaría campeón de la Liga Cordobesa y del Torneo Provincial 1981/82, clasificando de esta forma al Torneo Nacional 1982.
El conjunto dirigido por Gualberto Vidal Muggione integró la Zona C con Racing Club, Vélez Sarsfield, Platense, San Martín de Tucumán, Deportivo Roca (Río Negro) y Renato Cesarini (Rosario).
En la fase de grupos realizó una fantástica campaña que lo llevó a finalizar en el primer lugar con 21 puntos, con 8 partidos ganados, 5 empatados y 3 perdidos. De esta manera se clasificó a los cuartos de final contra Talleres de Córdoba donde terminó cayendo en un global de 4 a 2 en su contra (1-1 en la ida y 1-3 en la vuelta).
Sin embargo, el gran logro del equipo fue clasificarse al Torneo Metropolitano de AFA por medio de la Resolución 1.309 que establecía que los equipos del interior que se clasificaran dos veces a las instancias finales de los Nacionales se ganaban el derecho de participar en el Torneo Metropolitano. Debido a esto, Racing quedó de forma permanente en la Primera División y abandonó la competencia profesional en la Liga Cordobesa.

#### Primera Participación en Torneo Metropolitano (1982)
El debut de Racing en los torneos metropolitanos fue contra Estudiantes de La Plata en el Estadio Juan Domingo Perón de Instituto de Córdoba (debido a refacciones en el Estadio Miguel Sancho) el día 18 de julio de 1982.
El conjunto dirigido por Muggione mantuvo la base que ganó el Torneo Provincial y que posteriormente llegó a cuartos de final en el Nacional 82'. Realizó una excelente campaña finalizando en el 7° lugar, con 39 puntos, con 13 partidos ganados, 13 empatados y 10 perdidos.
Fue el mejor ubicado de los tres cordobeses en el certamen y además se dio el gusto de ganar los dos clásicos contra Instituto de Córdoba por 3 a 1 y 4 a 1, golear a Talleres de Córdoba por 4 a 1 y evitar que Independiente se consagrara como campeón empatando 2 a 2 en la última fecha dejándolo a 1 punto de lograr el campeonato.

#### Torneos Nacionales y Torneos Metropolitanos (1983 - 1985)
Al haberse ganado el derecho de jugar los torneos metropolitanos el Racing Cordobés se clasificaba automáticamente a disputar el Nacional de 1983.
Bajo la dirección técnica nuevamente de Alfio Basile el equipo de Nueva Italia lideró la primera fase con 8 puntos (3 victorias, 2 empates y 1 derrota) en el grupo que compartía con Estudiantes de La Plata, Unión de Santa Fe y Unión San Vicente. En la segunda fase volvería a imponerse como líder con 10 puntos (5 ganados y 1 perdido) ante Newell's Old Boys y Renato Cesarini (Rosario) clasificando a octavos de final.
En octavos de final derrotaría a Talleres de Córdoba por penales y sería posteriormente eliminado en cuartos de final por Independiente por la misma vía de definición.
En el Metropolitano 1983 después de mucho tiempo realizaría una pésima campaña. Tras el alejamiento de Alfio Basile como director técnico y también el de su sucesor Muggione, bajo la conducción técnica de Nicolás Cocco el equipo finalizó último lugar.
El hecho más destacable del torneo se daría en la penúltima fecha en el Cilindro de Avellaneda donde el Racing cordobés ganaría 4 a 3 ante su homónimo bonaerense, concretándole el primer descenso de su historia a la Primera B, por ese entonces la segunda categoría del fútbol argentino; y el segundo de uno de los cinco grandes, el anterior había sido San Lorenzo en 1981.
En el Nacional 1984 se clasificaría a octavos de final luego de finalizar en 2° lugar en su grupo con 8 puntos (1 ganado, 5 empates y 1 perdido) en la zona que compartía con Argentinos Juniors, Unión de Santa Fe y Atlético Ledesma. En octavos de final sería eliminado por San Lorenzo de Almagro al empatar como local 1 a 1 en la ida y ser derrotado por 3 a 1 como visitante en la vuelta.
En el Metropolitano 1984 con la dirección técnica de Jorge Pedro Marchetta, el equipo logra una campaña histórica al transformarse en mejor campaña de la Academia en su historia en los Torneos Metropolitanos.
El Racing Cordobés finalizó en 4° lugar junto a River Plate con 43 puntos (totalizando 16 ganados, 11 empatados y solo 9 perdidos). Terminó de manera invicta en condición de local donde disputó 16 partidos, de los cuales ganó 12 y empató 4.
Además fue el mejor equipo cordobés del certamen y no perdió ninguno de los clásicos cordobeses disputados en la temporada. Ganó y empató contra Instituto de Córdoba (1 a 0 y 2 a 2) y ganó los dos partidos contra Talleres de Córdoba (1 a 0 y 3 a 1).
Para el Nacional 1985, ante de la partida de Roberto Gasparini (vendido al Junior de Barranquilla y del técnico Jorge Pedro Marchetta, el equipo de Humberto Maschio no pudo repetir la buena campaña hecha en el Metropolitano del año anterior y fue eliminado en Primera Fase al finalizar tercero en el grupo integrado por Estudiantes de La Plata, Santamarina de Tandil y Platense. Este fue el último Torneo Nacional que se disputó debido a la reestructuración de torneos realizada por la AFA.

#### Campeonatos de Primera División (1986-1989)
Con el Campeonato de Primera División 85-86 se inició la reforma impuesta por la AFA. Se dejaron de disputar los Torneos Nacionales y Torneos Metropolitanos agrupando la Primera División en un único campeonato largo de formato bianual todos contra todos en dos rondas.
La Academia Cordobesa de 1985 realiza una pésima campaña bajo la conducción técnica de Nelson Chabay en primera instancia. Posteriormente, después de su renuncia en la 13ª fecha, es comandado por Ricardo Talamonti que renuncia al finalizar la primera rueda. Antes del inicio de la segunda rueda asumiría José María Suárez hasta el final del torneo. El equipo finalizaría penúltimo con 26 puntos con solo 6 ganados, 14 empatados y 16 perdidos.
El Campeonato de Primera División 86-87' sería una de las campañas más irregulares del conjunto académico. Arrancó sus primeros 10 partidos sin conocer la victoria, luego logró mantenerse 13 partidos consecutivos sin perder y finalmente terminó la temporada con 17 partidos consecutivos sin ganar. Finalizó en la 15° colocación con 33 puntos (8 ganados, 17 empatados, 13 perdidos).
Para el Campeonato de Primera División 87-88' empezarían los problemas para permanecer en la categoría. Ante los malos resultados en la primera rueda dos técnicos tuvieron que abandonar sus cargos: José Van Tuyne y Carlos Esteban Rodríguez.
En la decimosexta fecha se hizo cargo del equipo, una vez más, Juan Pedro Marchetta, logrando una heroica remontada sobre el final logrando más de la mitad de los puntos en disputa que salvaría al Racing Cordobés del descenso forzando a un desempate contra Unión de Santa Fe al estar igualados en la tabla de promedios al finalizar el campeonato.
El partido desempate fue disputado en La Bombonera y tras igualar 1 a 1 en tiempo reglamentario, Racing conservó la categoría por medio de los penales decretando el descenso de Unión de Santa Fe a la B Nacional.
El Campeonato de Primera División 88-89' volvería a tener al Racing de Nueva Italia luchando por no descender. El comienzo de torneo fue decididamente malo con Oscar Cadars como Director Técnico, despedido luego de 23 fechas por los malos resultados y la sensación de que el descenso parecía inminente. Su sucesor Rodolfo Motta lograría remontar los resultados y salvaría al equipo del descenso en la última fecha con tres victorias consecutivas, entre ellas el clásico de visitante contra Instituto de Córdoba en la penúltima fecha por 4 a 2. El equipo terminaría de esta forma en la 16ª posición con 50 puntos.

#### Descenso de Primera División (1990)
Para el Campeonato de Primera División 89-90' en la decimosexta fecha Rodolfo Motta decide alejarse del club porque no se cumplió con lo que había pedido para llevar adelante su trabajo. A esto se le sumó la partida de Juan Ramón Comas, el goleador del campeonato anterior, y faltando diez fechas se desprendió de dos ídolos históricos del club Lucio Del Mul y Pascual Noriega.
Las últimas 10 fechas fueron afrontadas por los juveniles del club. A pesar de sus esfuerzos y de tres victorias consecutivas en las últimas tres fechas, entre ellas, en la última fecha contra Boca Juniors en Nueva Italia por 1 a 0, se vio obligado a jugar un partido desempate contra Chaco For Ever ante la igualdad en la tabla de promedios.
El partido se jugó el 25 de mayo de 1990 en la Bombonera donde Racing caería drásticamente por 5 a 0 despidiéndose de la categoría superior del fútbol argentino

### Categorías de ascenso

#### Nacional B (1990-1993)
En su primera participación en la Nacional B 90/91 siguió apostando a las divisiones inferiores y a un plantel joven. Para asumir la dirección técnica volvió una vez más al club Guadalberto Vidal Muggione y además se pudo retener a un ídolo histórico como Luis Amuchastegui. Sin embargo Racing finalizó en 14° lugar con 40 puntos (11 ganados, 18 empatados y 13 perdidos) y no pudo acceder al Dodecagonal para volver a Primera División.
En el Nacional B 91/92 realiza una aceptable campaña pero queda a un solo punto de clasificar del reducido final con 42 unidades (16 ganados, 11 empatados y 15 perdidos). Al no clasificar por segundo año consecutivo al reducido tuvo que revalidar su permanencia contra General Paz Juniors en el Estadio Olímpico de Córdoba al que derrotó por 2 a 1 conservando la categoría.
La temporada del Nacional B 92/93 fue para el olvido. Otro año más afrontado con jugadores juveniles, pasaron 5 técnicos por el banco académico (José Solves, la dupla Juan Manuel Ramos - Pascual Noriega, Suárez, Miguel Ángel Oviedo y Gualberto Muggione). Finalizando último con apenas 28 puntos (5 ganados, 18 empatados y 19 perdidos) descendió a la Liga Cordobesa de Fútbol una de las Ligas regionales de fútbol en Argentina.

#### Retorno a Liga Cordobesa y Torneos del Interior (1993-1998)
Después de 11 años, Racing volvió a competir oficialmente por la Liga Cordobesa de Fútbol. En su primera temporada en el año 1993 pierde la chance de jugar el Torneo del Interior 1993-94 al perder la final del Torneo Clasificación.
En la temporada de 1994 se consagra campeón del Torneo Apertura al vencer a Sportivo Belgrano en la final. Tras no poder conquistar el Torneo Clausura disputaría la final para dirimir quien se consagraría Campeón Oficial de la liga. Nuevamente el rival fue Sportivo Belgrano el cual vencería por 2 a 1 de local y empataría 1 a 1 de visitante en San Francisco para consagrarse por séptima vez campeón de la Liga Cordobesa y clasificar al Torneo del Interior 1994-95.
En el Torneo del Interior 1994-95 sería eliminado en la tercera fase, quedándose fuera de la fase final para ascender a la B Nacional. Mientras disputaba el Torneo del Interior también tuvo que afrontar el Torneo de Clasificación en la Liga Cordobesa para acceder al Torneo del Interior 1995-96, ante la dificultad de afrontar dos competencias a la vez, se quedó afuera en semifinales.
En la temporada 1995 de la Liga Cordobesa se consagraría por octava vez campeón al vencer en la final a Huracán de Barrio La France luego de empatar 1 a 1 y ganar por 2 a 1 en la revancha, accediendo de esta forma al Torneo Argentino B.
La primera edición del Torneo Argentino B 1995-96 significaría el retorno de Roberto Gasparini como jugador a la institución. Sin embargo, La Academia no pudo pasar de la primera fase al quedar segundo en su grupo.
Luego en 1996 se adjudicaría el Torneo Clasificatorio de manera invicta ganando la final ante Unión San Vicente clasificándose nuevamente al Torneo Argentino B 1996-97.
En el Torneo Argentino B 1996-97 se producirá la vuelta de ídolos históricos del club. Además de Roberto Gasparini. que había regresado para la temporada 95/96, se le sumaron Juan José Urruti, Víctor Ferreyra, Miguel Ángel Barrios y Gualberto Muggione en la dirección técnica. Todos ellos se sumaron al equipo con el objetivo del ascenso y se negaron a cobrar sus sueldos y premios para ayudar económicamente al club. Sin embargo, no pudo pasar de la primera fase.
En el año 1997 tras quedarse en semifinales en el Torneo Clasificación y salir subcampeón oficial de la Liga Cordobesa 1997 se quedaría afuera de disputar el Torneo Argentino B 1997/1998. En este año Roberto Gasparini disputa su último partido como jugador de Racing de Córdoba durante el Torneo Clasificación.

#### La era Ramos: regreso a la B Nacional

Equipo campeón del Argentino A 1999 contra Estudiantes de Río Cuarto el día 27 de junio de 1999

Juan Manuel Ramos, ídolo histórico integrante del plantel subcampeón nacional de 1980, llega como director técnico sobre las últimas 8 fechas de la Liga Cordobesa 1997. Cuando asumió, el equipo ocupaba el noveno lugar de la tabla. Bajo su mando comenzaría una remontada (con 6 victorias, un empate y una derrota) que lo llevaría al subcampeonato. A pesar de no clasificar al Argentino B 97-98 sería el comienzo de una época dorada para el club.
En la temporada 1998 de la Liga Cordobesa, la Academia se consagrará campeón cordobés por novena vez con una campaña demoledora ganándole las finales a Bella Vista por 4 a 0 en la ida y 3 a 0 en la vuelta. El campeonato le otorgó una vez más la clasificación al Torneo Argentino B.
El 17 de octubre de 1998 comienza su participación en el Torneo Argentino B 1998-99 clasificando en la Fase Preliminar ganando 3 de sus 4 partidos.
El 9 de enero de 1999 comienza la Primera Fase donde Racing gana invicto su grupo y pasa a la siguiente ronda totalizando 3 victorias y 3 empates.
En la Segunda Fase volvería a repetir su gran rendimiento y quedaría nuevamente puntero, ganando 3 partidos, empatado 2 y perdiendo solamente uno accediendo a la fase final del torneo.
La Tercera Fase la disputaría en un grupo integrado por Argentinos del Norte (Tucumán), Central Norte de Salta y Tiro Federal de Rosario donde termina invicto en sus 6 presentaciones (3 victorias y 3 empates).
Se consagraría campeón del Torneo Argentino B el 26 de abril de 1999 de visitante en Salta ante Central Norte ganando por 1 a 0 con gol de Marcelo Peñaloza, ascendiendo de esta forma al Torneo Argentino A.
Al consagrarse campeón del Argentino B accedió automáticamente a disputar la última fase del Torneo Argentino A 1998-99. Su zona estuvo integrada por General Paz Juniors, Tiro Federal de Rosario, Barraca (Pasos de los Libres), Estudiantes de Río Cuarto y 13 de Junio de Pirane (Formosa).
Debuta en el torneo el 5 de mayo de 1999 de local en su estadio con una victoria ante 18.000 personas contra General Paz Juniors con gol de Raúl Vangioni. Luego empata en Rosario sin goles ante Tiro Federal de Rosario y consigue una racha de 3 victorias consecutivas que lo dejan como líder absoluto del grupo. Cae ante Juniors de visitante, pero se recupera rápidamente con 2 victorias y llega con chances de ascender faltando una fecha en condición de visitante acompañado por 5.000 personas ante Estudiantes de Río Cuarto, sin embargo el empate sin goles posterga el festejo hasta la última fecha.
El 4 de julio de 1999 disputa el último partido contra 13 de junio de Pirané (Formosa) en el Estadio Miguel Sancho ante más de 20 mil personas. Con goles de Fabián González y Ariel Juárez logra el retorno, luego de 6 años, a la B Nacional.
La campaña del Racing de Juan Manuel Ramos será imborrable para los hinchas académicos al ganar los tres torneos (Liga Cordobesa, Torneo Argentino B y Torneo Argentino A) de manera invicta de local (19 partidos sin perder) y ser el primer y único equipo en el fútbol nacional en lograr exactamente en el período de un año el ascenso de 3 categorías.

#### 2000-2002: Nacional B
En la Temporada 1999/00 cumplió con el objetivo de permanecer en la categoría, bajo la conducción técnica de Juan Manuel Ramos, finalizó decimosegundo en la Zona Interior.
En la Temporada 2000/01, realizaría su mejor campaña en dicha categoría, finalizó tercero en la Zona Interior y clasificó al reducido por el Segundo Ascenso a la Primera División donde sería eliminado en octavos de final por Central Córdoba de Rosario.
En la Temporada 2001/02 finalizó penúltimo en el Torneo Apertura. A pesar de realizar una campaña aceptable en el Torneo Clausura, la paupérrima campaña anterior, sumado a la reestructuración de AFA que determinó el descenso de 7 equipos por promedio, lo llevó a descender en Vicente López junto a Platense tras empatar 2 a 2 en la última fecha del torneo.

#### 2002-2004: Argentino A
En 2002, luego de consumado el descenso, ante la crisis económica que vivía el país y las sucesivas deudas contraídas a lo largo de los años, el club fue gerenciado por la empresa Fútbol 10 SA. a cargo de Jorge Petrone, acompañado de Diego Ripoll como titular y Mariano Massena como dirigente.
En el Temporada 2002/03 del Argentino A, ganaría el Torneo Apertura ante Douglas Haig en Pergamino por penales. Pero dilapidaría sus chances de ascenso en la final del torneo ante Tiro Federal y en la promoción contra la Comisión de Actividades Infantiles (CAI).
En la Temporada 2003/04, se adjudicaría del Apertura del Argentino A triunfando ante el Cipolletti de Río Negro y jugaría la final definitoria por el ascenso ante Atlético Tucumán al que derrotaría por 3 a 2, sellando su segundo retorno a la B Nacional y tercer título en la categoría.

#### 2004-2005: Nacional B
En la Temporada 2004/05 de la B Nacional finalizó el Torneo Apertura en séptimo lugar Torneo Apertura. En el Torneo Clausura finaliza decimosexto. Desciende en Promoción ante Aldosivi producto de una debacle futbolística e institucional motivo de conflictos entre el plantel y la empresa gerenciadora.

#### 2005-2013: Argentino A
Desde 2005 al 2013 el club disputaría nuevamente el Argentino A con sucesivos vaivenes institucionales y futbolísticos. Alternaría buenas campañas, protagonizando dos finales por el ascenso, con pésimas, que lo llevarían a la pérdida de la categoría.
En la Temporada 2005/06 del Argentino A, en el Torneo Apertura sería eliminado en octavos de final bajo la conducción de Juan Manuel Ramos. En el Torneo Clausura, con Gustavo Coleoni como director técnico, quedaría a un paso del ascenso al perder la final contra San Martín de Tucumán por penales.
En 2006 la empresa gerenciadora Fútbol 10 abandonaría la institución. La empresa dejó en el club deudas pendientes, vendió el predio de inferiores perteneciente a Jorge Petrone al Club Atlético Belgrano y transfirió a otros clubes a todos sus jugadores representados, entre ellos casi la totalidad del plantel subcampeón del torneo anterior. El club volvió a manos de los socios y quedó a cargo de Antonio Ruíz como presidente.
En la Temporada 2006/07, finalizó el Torneo Apertura en las últimas posiciones de su zona bajo el mando de Fabián López, que reemplazó en el cargo a la dupla conformada por Osvaldo Sosa y el nicoleño Cosme Zaccanti. En el Torneo Clausura, con Marcelo Bonetto como técnico, escaparía de las últimas colocaciones y lograría una aceptable campaña al llegar a las semifinales del torneo.
En la Temporada 2007/08, con Marcelo Bonetto a cargo, realiza una excelente campaña. En la Primera Fase del Torneo finaliza primero en la Zona 2, con 69 puntos en 32 partidos (72% de efectividad). En la Segunda Fase finaliza también en la primera ubicación (14 puntos en 6 partidos). Esa arrolladora campaña lo depositó en la final por el ascenso a la B Nacional contra Atlético Tucumán. En el partido de ida, gana por 2 a 1 en el Miguel Sancho con goles de Velárdez. En la vuelta, sobre la hora y estando perdiendo 2 a 1, Velardez convertiría un gol que, asombrosamente, el árbitro Mauro Giannini (de vergonzosa actuación) anularía por un offside inexistente. El gol invalidado ponía a La Academia en el Nacional B, pero no pudo ser. En los penales, pierde 4 a 2 (fallaron los mismos los hermanos Fernández) y se vuelve a Córdoba con las manos vacías. Haber perdido la final le permitió jugar la promoción ante Talleres de Córdoba por otro ascenso, pero con un plantel anímicamente destrozado, Talleres se aprovecha y mantiene la categoría.
En la Temporada 2008/09 quedó eliminado en el cuadrangular final por el ascenso bajo la dirección técnica de Carlos Ranalli.
En la Temporada 2009/10 y en la Temporada 2010/11 con sucesivos cambios de directores técnicos y de jugadores en el plantel, no clasificaría a ninguna de las instancias por el ascenso.
En la Temporada 2011/12 clasifica al Undecagonal final por el ascenso, no logra ubicarse en los primeros puestos y es eliminado rápidamente en la Segunda Ronda del reducido por la promoción. Finaliza decimosegundo en la tabla general.
En la Temporada 2012/13, el club realiza la peor campaña de su historia. A los errores dirigenciales se sumaron los deportivos en el armado de un plantel con falta de jerarquía y experiencia. Con la conducción de Marcelo Bonetto en los primeros partidos, responsable del armado del equipo, y posteriormente Juan Manuel Ramos, finalizó último en la primera parte del torneo. En la segunda parte del campeonato, asumiría Atilio Oyola, durante 9 fechas, y Luis Islas en los últimos 6 partidos.
El 9 de diciembre del año 2012, antes del receso futbolístico de mitad de temporada, se realizaron las primeras elecciones en el club desde 1996. Fabián Novack es elegido nuevo presidente. Los comicios contaron con la participación del 90% de los socios habilitados para votar, demostrando de esta forma un gran compromiso e intención de los socios para cambiar la situación del club.
El 28 de abril de 2013, a pesar de los esfuerzos tanto de la masa societaria e hinchas del club por torcer el presente futbolístico, ante un terrible momento organizativo y deportivo, descendió indefectiblemente al Argentino B perdiendo por penales en desempate por el primer descenso.

#### 2013-2017: Argentino B / Federal B
Luego del duro golpe del descenso, el equipo disputará durante 6 torneos la cuarta categoría del fútbol Argentino.
En la temporada 2013/2014 hace una buena campaña, clasifica a las instancias finales y luego supera a Villa Mitre de Bahía Blanca en cuartos de final, pero cae derrotado ante Atlético Paraná, quien finalmente logrará el ascenso.
La edición de 2014 del Federal B será un torneo corto de Transición donde Racing vuelve a realizar una excelente campaña. Luego de clasificar a la fase de playoff elimina a Atlético Policial de Catamarca en cuartos de final y a Sarmiento de Leones en semis, pero cae derrotado en la final, mediante penales, por 9 de Julio de Morteros.
En 2015 se juega un torneo anual. Racing realiza una buena Primera Fase, obteniendo el primer lugar en su zona, pero en la Segunda Fase no logra clasificar a las instancias definitorias del torneo.
En 2016 se juegan 2 torneos cortos. En el primer semestre, Racing realiza una campaña mediocre pero logra clasificar casi milagrosamente a la fase de play-off, donde es derrotado por Desamparados de San Juan en la instancia de octavos de final. En la segunda parte del año se juega el Torneo Federal B 2016 Complementario, donde el equipo hace una pésima campaña y queda eliminado en la Primera fase de grupos.
Durante 2017 se juega el Torneo Federal B 2017. El equipo realiza una excelente campaña, ganando todos los partidos de local y clasificando en primera posición a las instancias decisivas. En Cuartos de final elimina al club Vélez de San Ramón, mientras que en semifinales deja afuera a Sarmiento de Leones por penales. Se enfrenta con Central Norte de Salta en la instancia final, derrotándolo en el Miguel Sancho por 1 a 0 y perdiendo en Salta por 3 a 2. Sin embargo se impone por penales y logra el ansiado ascenso al Federal A, después de 4 años y medio.

#### 2012-2018: Copa Argentina
En la edición de 2012 de la Copa Argentina, Racing supera dos rondas eliminatorias ganándole a Atlético Riojano y a Atenas de Río Cuarto pero caerá derrotado en la cuarta fase eliminatoria en manos de Talleres de Córdoba en el Mario Alberto Kempes.
Durante 2013 derrota a Colegiales de Concordia en el Miguel Sancho pero vuelve a ser eliminado por Talleres.
En 2014 cae derrotado en la primera instancia que participa en manos del Club Las Palmas de Córdoba, disputando ese partido con jugadores de la liga local, debido a que el plantel de primera decide no disputarla por falta de pago de sueldos.
En 2015 se vengará del Club Las Palmas al derrotarlo por 1 a 0 pero luego caerá derrotado por Atlético Peñarol de Córdoba en tandas de penales.
En 2018 volverá a disputar la Copa Argentina tras alcanzar las semifinales del Federal B y derrotará a Sarmiento de Leones y a Sportivo Peñarol de Chimbas (San Juan) logrando así acceder por primera vez en su historia a la fase final de la Copa. En 32avos le toca enfrentar a San Lorenzo de Almagro, en la cancha de Arsenal de Sarandi, partido en el cual el conjunto cordobés cae por 1 a 0, mostrando un excelente desempeño.

#### 2013-2014: Argentino B
Luego del duro golpe del descenso, el equipo comienza la Primera Ronda del Torneo Argentino B 2013/2014 en la Zona 6.
Debuta como visitante el 22/09/2013 contra Defensores de La Boca (La Rioja) con victoria por 1 a 0. Luego vendría el empate en 0 de local contra 9 de Julio de Morteros. Al culminar ese partido, renuncia el DT Luis Islas y se hace cargo la dupla Francisco Silva y Carlos Moyano. En la tercera fecha pierde con Sarmiento de Leones y posteriormente empata 1 a 1 con Las Palmas en el Miguel Sancho. A partir de allí, ganaría los siguientes 7 partidos contra Independiente de La Rioja (2 a 0), General Paz Juniors (1 a 0), Argentino Peñarol (3 a 1), Tiro Federal de Morteros (1 a 0), Defensores de La Boca (2 a 1), 9 de Julio de Morteros (1 a 0) y Sarmiento de Leones (2 a 0). Finalizaría el 2013 con el empate 1 a 1 contra Las Palmas de visitante.
Ya en 2014, le gana a Independiente de La Rioja de local por 2 a 1 y se asegura la primera posición de la zona. Luego sería derrota ante General Paz Juniors (0 a 2), triunfo ante Argentino Peñarol (2 a 0 en el Mario Alberto Kempes) y derrota ante Tiro Federal de Morteros.
Logra así el 69% de los puntos en juego y se asegura la primera posición del grupo a falta de 4 fechas para el final. Además de la efectividad, se ven pasajes de muy buen fútbol, con muchos jugadores del club.
A partir de febrero de 2014, y debido a estar en Convocatoria de Acreedores y constatarse grandes irregularidades por parte de la Comisión Directiva, el club es intervenido por la Justicia y el Juez Tale (a cargo de la Convocatoria) nombra como interventor al Contador Félix Quiroz.
Clasifica a la Zona D de la Segunda Ronda, donde debuta el 16/03/2014 y derrota a Las Palmas por 1 a 0 en el Miguel Sancho (Gol de Vezzani de penal). Luego cae derrotado en Mendoza frente a Gimnasia y Esgrima de esa provincia por 5 a 1, pero se recupera rápidamente en la tercera fecha al ganarle a Tiro Federal de Morteros como local por 2 a 0 (doblete de Pablo Javier López). En su excursión a San Juan logra un agónico empate 2 a 2 frente a Independiente de Villa Obrera, con goles de Argüello y Rami sobre el final del encuentro. Para cerrar los partidos de ida de la Segunda Fase, vence 2 a 1 a Huracán de San Rafael con goles de Vezzani y Argüello y se ubica en la primera posición de la tabla de posiciones con 10 puntos.
Posteriormente, consigue un empate en cero en cancha de Las Palmas y pierde como local ante Gimnasia y Esgrima de Mendoza, complicando sus chances de clasificación. En la 8.ª Fecha de la Segunda Fase logra una importante victoria como visitante contra Tiro Federal de Morteros por 2 a 1 (Goles de López y Ramos). Cierra su participación en la Zona D con un empate como local ante Independiente de Villa Obrera y obtiene una derrota por la mínima en Mendoza ante Huracán de San Rafael. Logra la clasificación a la Tercera Fase como 2.º del Grupo, detrás de Gimnasia de Mendoza.
En la Tercera Fase (Cuartos de final) se enfrenta a Villa Mitre de Bahía Blanca, primero en Nueva Italia (1 a 1, gol de Rami) y luego en Bahía Blanca (también 1 a 1, gol de Canto). Se impone por 4 a 1 en la definición por penales y accede así a la Cuarta Fase, donde resulta eliminado en manos de Club Atlético Paraná de Entre Ríos (1 a 3 en el global). Por ello, no puede adjudicarse uno de los ascensos y debe participar nuevamente en el Argentino B.

#### 2014-2017: Federal B
Se hace cargo del primer equipo el DT Francisco Silva (sin Carlos Moyano) y se arma un equipo para intentar aprovechar los 7 ascensos que estarán en juego en el Torneo Federal B. Se mantienen algunos jugadores de experiencia como Vezzani y Rami y se incorporan numerosos jugadores más, debido al masivo éxodo de futbolistas de la campaña anterior.
Tuvo un buen arranque en la primera fecha, goleando a General Paz Juniors en el Miguel Sancho. Luego estuvo 4 fechas sin conocer la victoria, con derrotas ante Tiro Federal de Morteros (2-3) y Las Palmas (1-2) y empates versus 9 de Julio de Morteros y Sarmiento de Leones. Mete 2 triunfos consecutivos ante San Jorge y Argentino Peñarol (ambos por 2 a 0) y entra en otra meseta con 2 empates (Juniors y Tiro de Morteros) y una derrota (9 de Julio).
A partir de ahí, el equipo se recupera notablemente con 4 triunfos consecutivos ante Sarmiento (1 a 0), Las Palmas (2 a 0), San Jorge (1 a 0) y Argentino Peñarol (4 a 0). Termina el año en la cima de las posiciones (compartida con el 9 de Morteros) y clasifica a los cuartos de final del torneo.
Allí se encuentra con Atlético Policial de Catamarca, a quien derrota en ambos encuentros: 3 a 2 en Catamarca y 3 a 1 en Córdoba. De ese modo, accede a las semifinales, enfrentando a Sarmiento de Leones, a quien también derrota (empate en 1 en Leones y victoria 2 a 0 en Córdoba).
En la final, enfrentaría al durísimo 9 de Julio de Morteros. En la ciudad del este de Córdoba saldría derrotado por 4 a 2 en un polémico partido (2 penales para los locales, uno inexistente y que causó 2 lesiones en los capitalinos). En el Miguel Sancho, se recupera de la derrota previa y gana 3 a 1 en un partido para el infarto. A igualdad de puntos y goles, se define el ascenso desde los 12 pasos, donde el equipo de Morteros triunfa por 5 a 4 y deja a Racing sin el retorno a la tercera categoría.
2017: El ascenso al Federal A
Luego de un par de años con campeonatos sin mucha trascendencia, con la continuidad de Francisco Silva en la dirección técnica, Racing afrontaría una temporada de ensueño.
En el inicio del Torneo Federal B 2017 la academia comparte la zona 9 con: Sarmiento de Leones, Argentino Peñarol, Banda Norte, Atenas, Juventud Unida de Rio Cuarto, Las Palmas, Almirante Brown (Malagueño), Alumni y Tiro Federal de Morteros. El conjunto académico se caracterizó por tener a uno de los mejores arqueros de la categoría Leonardo "Calidad" Rodríguez, una impenetrable muralla defensiva a cargo de su emblema Juan Pablo Rezzonico, un gran juego colectivo de la mano de Mariano Martínez, Alejandro Luna, Pablo Javier López, Gonzalo Vaudagna y Diego Palleres y una infalible eficacia en su delantero experimentado Federico Acevedo; tras 18 partidos termina colocado en la primera posición con 37 puntos y clasifica junto con Sarmiento a la fase final.
En cuartos de final el primer rival en camino es Vélez Sarfield de San Ramón de la provincia de Santiago del Estero. El partido de ida se juega en la cancha del equipo santiagueño, con victoria del local por 1 a 0 en un polémico partido en el cual se amonestan 8 jugadores del equipo cordobés, expulsan a Juan Pablo Rezzonico y tras un gol en claro offside también recibe la tarjeta roja el arquero Leonardo Rodríguez. En el partido de vuelta Racing comienza perdiendo el cortejo en la última jugada del primer tiempo; pero logra revertir la situación a los 53 minutos logra peinar un centro por la derecha para empatar el partido, luego tras una demora de más de 30 minutos por la expulsión del técnico visitante, Diego Palleres la figura del equipo académico con un contundente disparo desde tres cuartos de cancha cuelga la pelota en el ángulo derecho del arquero y empata la serie 2 a 2. Racing termina pasando por arriba al conjunto visitante con goles de Pablo Javier López y Federico Acevedo para terminar clasificando a las semis con un global de 4 a 2.
En semifinales el rival a enfrentar sería nuevamente Sarmiento de Leones. En el partido de ida Racing termina perdiendo por 2 a 1 con gol de Diego Palleres. En el partido de vuelta ante un Estadio Miguel Sancho repleto la academia comienza perdiendo 1 a 0, pero luego con un doblete de Federico Acevedo empata la serie y lleva la definición al punto penal. Con dos increíbles atajadas del arquero Leonardo Rodríguez en la tanda de penales la academia logra el tan ansiado pase a una nueva final del Torneo Federal B.
La definición por el ascenso sería mano a mano con Central Norte (Salta). El partido de ida se juega en el barrio de Nueva Italia con un marco de público inédito para la categoría con victoria del conjunto académico por 1 a 0 con gol del interminable Juan Pablo Rezzonico. El partido de vuelta se juega en el Estadio Doctor Luis Güemes en un vibrante encuentro que encuentra a Racing manejando los hilos del partido y logrando el primer gol en manos del delantero Federico Acevedo. Pero antes del descanso el autor del gol recibe la tarjeta roja dejando al conjunto cordobés con 10 jugadores, lo que fue un golpe anímico muy fuerte. En último minuto de adición el conjunto salteño logra empatar el partido con un claro gol con la mano del jugador Emanuel Cáceres dejando la serie abierta. Al comienzo de la segunda etapa ante un Racing totalmente desdibujado, Central Norte logra dos goles de cabeza a través de su delantero Miguel Puntano y su defensor central Leandro Beterette logrando parcialmente el ascenso. Pero luego con los ingresos de Francisco Biasutti y Julio Martínez el juego se equipara y le da esperanzas al conjunto de Nueva Italia. A los 22 minutos luego de un gran desborde de Biasutti, lanza un buscapié que es despejado equivocadamente por un jugador azabache y le queda en el área chica a un astuto Diego Palleres le cruza el remate al arquero y logrando poner el partido nuevamente con un global 3 a 3 . Transcurrieron los minutos y Racing aguantó como pudo con increíbles salvadas de Leonardo Rodríguez y Rezzonico en la línea llevaron el ascenso a la definición desde el punto de penal. En dicha tanda Racing se impone 4 - 3 gracias a dos increíbles atajadas de Rodríguez y excelentes definiciones de Alejandro Luna, Francisco Biasutti, Pablo Javier López y Maximiliano Villa; y logra el tan soñado ascenso para el pueblo académico al Torneo Federal A luego de 5 años de ausencia en la tercera categoría del fútbol argentino.

#### 2018: Copa Argentina
Tras el tan esperado ascenso al Federal A, el conjunto de Nueva Italia clasificaría a la fase final de Copa Argentina por primera vez en su historia. En la fase previa, eliminó a Sarmiento de Leones tras ganar por 4-2 en la ida y caer derrotado por 2-0 en la vuelta, el 4-4 del global favoreció al conjunto cordobés por gol de visitante. En la segunda fase previa, se enfrentó a Sportivo Peñarol (San Juan) . En la provincia cuyana, la "Academia" cayó por 2-1 pero en la vuelta ganó cómodamente por 3-0 (logrando así un global de 4-2 a favor) y se metió en la fase final del torneo. 
Tras estos partidos disputados, en enero y febrero respectivamente, el club cordobés tuvo que esperar hasta Julio para volver a jugar. El sorteo lo emparejó con San Lorenzo, lo que generaba una gran expectativa en los hinchas del Racing por volver a jugar contra uno de los grandes del país. El partido se disputó el 16 de Julio, un día después de la final de Rusia 2018, en el estadio Julio Humberto Grondona. Con una gran cantidad de público que acompañó el equipo, Racing caería derrotado por 1-0 en un partido marcado por una polémica, resulta que al conjunto cordobés no le cobraron un evidente penal cerca del final del partido. Aun así, la experiencia y la participación fue reconocida por toda su gente.

#### 2018-2019: Descenso al Torneo Regional
En la temporada 2018/2019 del Torneo Federal A se realizó una muy mala campaña, con muchos errores dirigenciales, varios DT y un plantel muy largo que nunca logró un funcionamiento óptimo. Recién pudo lograr su primer triunfo en el Torneo en la fecha 10, con el debut de Mostaza Merlo como Director Técnico frente a Deportivo Maipú de Mendoza. Luego de encadenar 3 triunfos seguidos que dieron un cambio de ánimo y de funcionamiento, el equipo volvió a la irregularidad y terminó la primera etapa como el peor del torneo. 
En la Zona Reválida arrancó perdiendo de local, se fue Mostaza Merlo y asumió nuevamente Francisco Silva, el DT del ascenso. Sin embargo, no alcanzó para evitar el descenso y el 17/03/2019 empató 3 a 3 con San Lorenzo de Catamarca y se decretó la vuelva a los torneos regionales.

#### 2020-2021: Torneo Regional Federal Amateur - Nuevo Ascenso
Durante el resto del 2019, Racing solo disputó la liga local, donde salió campeón invicto de la mano de Hernán Medina como DT. Con ese antecedente, la dirigencia confió el proyecto del Torneo Regional al mismo DT. 
Durante 2020 se disputaron 7 fechas con un excelente performance, 6 triunfos y solo 1 empate. Luego del parate por la pandemia de Covid-19, el torneo se reanudó en enero de 2021 y el equipo continuó con su arrasador desempeño. Ganó todos los partidos de su grupo y clasificó para la final de la Región Centro frente a San Lorenzo de Catamarca, a quien derrotó 2 a 0. De esa manera accedió a la final por el ascenso al Federal A frente a Ben Hur de Rafaela. El partido se disputó en San Francisco y Racing derrotó a su rival 2 a 1 y logró el ascenso.

#### Federal A 2021
Se mantuvo la base del plantel del ascenso y con unas pocas incorporaciones inició la participación en el Torneo Federal A 2021. El equipo terminó primero, tomando la punta desde la quinta fecha y solo perdiéndola en dos ocasiones a lo largo del torneo. De las 28 fechas, logró: 16 triunfos, 9 empates y solo 3 derrotas. De esta forma, accedió a la final por el ascenso a la Primera B Nacional contra Deportivo Madryn de Puerto Madryn, en un partido único, en el Estadio Julio Humberto Grondona el cual cayó derrotado por 1 tanto contra 0. Al ser finalista del campeonato, se clasificó al reducido por el segundo ascenso, enfrentando en cuartos de final a Defensores de Belgrano, al cuál derrotó por 2 tantos contra cero. En la semifinal se enfrentó a Chaco For Ever, donde empató 1 a 1 y perdió 4 a 3 por penales.

#### Federal A 2022
El Torneo Federal A 2022 tuvo la particularidad de conceder un solo ascenso. El equipo al igual que el año anterior finalizó primero en su respectiva zona, con un total de 32 partidos disputados, logró vencer en 19, igualó en 11 oportunidades y cayó derrotado en 2 ocasiones. Clasificado a la etapa eliminatoria como 2.° en la tabla general, disputaría los partidos únicos de local hasta semifinales. En octavos de final se enfrentó contra Sportivo las Parejas al cual derrotó por 2 tantos contra 0. En cuartos de final venció 1 a 0 a Central Norte. En semifinal enfrentó a Sarmiento donde ganó 2 a 0 y avanzó a la final. En dicha final,  logró derrotar a Villa Mitre por 5 a 4 en los penales luego de empatar 0 a 0 en los 90 minutos, consagrándose así campeón y regresando a la Primera B Nacional luego de 18 años.

#### Primera Nacional 2023
Luego de un arranque prometedor y con Carlos Chiquito Bossio como DT se ubicó en las posiciones de reducido, pero luego tuvo un bajon de 15 fechas sin lograr la victoria, lo que lo instaló definitivamente en los puestos de descenso. Logró recuperarse con un cambio de DT (llegó el mendocino Diego Pozo) y algunos refuerzos a mitad de temporada. Finalizó el torneo en la posición 12, con un buen sprint de resultados sobre el final.

## Uniforme

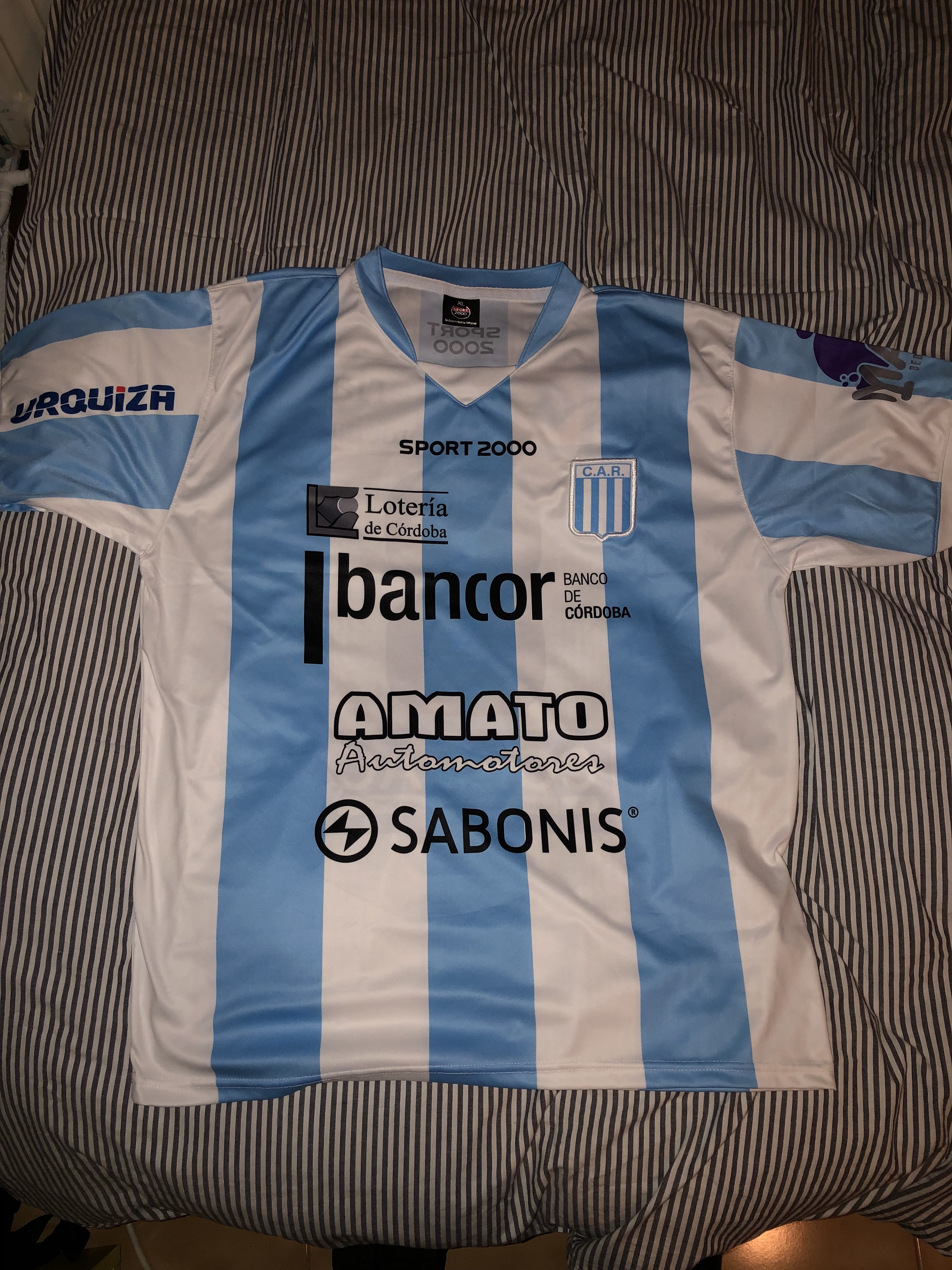
Camiseta titular de Racing.

### Camiseta titular a lo largo de la historia
- 1925: Utiliza una camiseta celeste, roja y blanca a rayas verticales debido a que el club Vélez Sarsfield de Córdoba poseía los colores celeste y blanco.
- 1926: Empieza a utilizar su modelo tradicional celeste y blanco a rayas verticales.
- 1978: Se agrega la primera publicidad en la historia, el diario El Tiempo de Córdoba, a la camiseta del club para disputar el Nacional 1978.
- 1995: Se utiliza una camiseta de color celeste con finas rayas blancas verticales.
- 1999: Se utiliza una camiseta de color blanco con finas rayas celestes verticales.
- 2004: Se utiliza una camiseta celeste y blanca a rayas verticales con detalles en color azul. Desde la fundación del club y la imposibilidad de usar sus colores que no se agregaba un color más al clásico celeste y blanco.
- 2012: Se utiliza el modelo tradicional.
- 2013: Se utiliza un modelo similar al escudo, creado por un hincha (Ezequiel Ramos) y aprobado por Ohcan.
- 2014: Se utiliza una camiseta tradicional celeste y blanca con publicidad principal Autoagro, indumentaria marca Lyon y con un detalle atrás que dice "El Racing Cordobés".

### Ediciones especiales
El 28 de marzo de 2012 contra Talleres de Córdoba y el 2 de abril de 2012 contra Racing de Olavarría se utilizó una camiseta conmemorativa a los caídos y veteranos de la Guerra de Las Malvinas.
Otros clubes que por iniciativa propia y de la empresa Ohcan usaron el mismo modelo de camiseta con sus respectivos colores fueron: Douglas Haig de Pergamino, Club Atlético San Miguel, San Martín de Burzaco y Club Atlético Temperley.

### Indumentaria y patrocinador
| Periodo       | Patrocinador |
| ------------- | ------------ |
| 1978-1980     | Sportlandia  |
| 1981-1992     | Adidas       |
| 1992-1994     | Olan         |
| 1994-1997     | Sportlandia  |
| 1997-2004     | Sport 2000   |
| 2004-2006     | Sportlandia  |
| 2006-2007     | Sport 2000   |
| 2007-2010     | Kappa        |
| 2010-2013     | Ohcan        |
| 2013-2016     | Sport Lyon   |
| 2016-2021     | Sport 2000   |
| 2021-presente | Sport Lyon   |

| Periodo       | Patrocinador                                        |
| ------------- | --------------------------------------------------- |
| 1978          | El Tiempo de Córdoba                                |
| 1981-1983     | Doncheff                                            |
| 1984-1989     | Palmar                                              |
| 1989-1990     | Arcor                                               |
| 1990-1991     | ABLO                                                |
| 1991-1995     | Zanella                                             |
| 1995-1997     | Zanella / Video Visión                              |
| 1997-1999     | Águila                                              |
| 1999-2003     | Menthoplus                                          |
| 2003-2006     | Banco de Córdoba                                    |
| 2006-2008     | Banco de Córdoba / Pinturerías Cremar               |
| 2008-2013     | Zárate Construcciones / Banco de Córdoba            |
| 2013-2014     | Auto Agro / Banco de Córdoba                        |
| 2014-2015     | Día a Día / Sabonis / Lotería de Córdoba            |
| 2015-2017     | Sabonis / Banco de Córdoba                          |
| 2017-2018     | Sabonis / Banco de Córdoba / Secco                  |
| 2018-2020     | Banco de Córdoba / Amato Automotores / Sabonis      |
| 2020          | Banco de Córdoba / Sabonis / Lotería de Córdoba     |
| 2021          | Banco de Córdoba / OSPEVIC                          |
| 2022          | Banco de Córdoba / OSPEVIC / Adhemar Capital        |
| 2023-presente | GEA Cobertura de Salud / OSPEVIC / Banco de Córdoba |

## Estadio

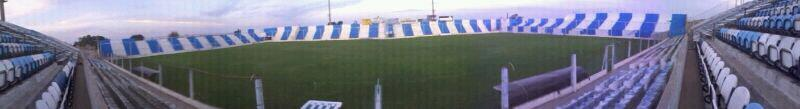
Panorámica del Estadio Miguel Sancho.

El Estadio Miguel Sancho fue fundado el 27 de mayo de 1948 y se encuentra ubicado en la calle Hernán Huberman al 1750 en el Barrio de Nueva Italia, al noreste de la ciudad cordobesa. Las dimensiones del campo del juego son de 105x70 metros.
Cuenta con 4 tribunas: una cabecera sur, una cabecera norte, una tribuna lateral y una platea (dividida en alta, baja y preferencial).

### Historia

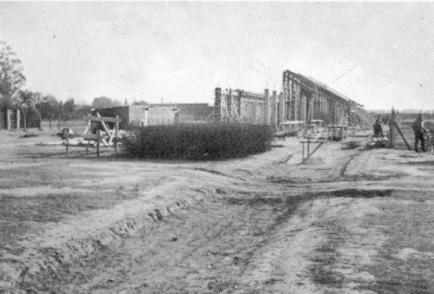
Plateas del Miguel Sancho en construcción en los años 1980.

Racing comenzó a jugar sus partidos en una cancha ubicada en Potosí y Suipacha del actual Barrio Pueyrredón. En 1928 se mudó a Potosí y Cochabamba donde inauguró su primer estadio el 28 de junio de 1936.
El 27 de mayo de 1948 inauguró su estadio en Nueva Italia con un partido amistoso ante Belgrano de Córdoba en el que triunfa por 4:3.
El proyecto fue obra del arquitecto Lange, mientras que la supervisión técnica estuvo a cargo del ingeniero Wieland. La construcción de las tribunas fue dirigida por César Gervasi y el técnico Conrado Grotstchl. En total, la construcción costó 81.000 pesos de la época.
Las dimensiones del campo de juego en ese entonces era de 104,20 x 72 metros, transformándose en el de mayor superficie en esa época. La tribuna oficial tenía capacidad para 4.000 personas con una extensión de 70 metros y 25 escalones, la popular para 2.000 personas con 80 metros y 12 escalones y las plateas tenían una capacidad para 310 personas.
En 1984 bajo la presidencia de Donato Antonacci se terminó la reestructuración de la actual estructura y también se colocó el sistema lumínico para jugar en horario nocturno.

## Rivalidades

### Instituto
Con el Instituto Atlético Central Córdoba, Racing disputa uno de los duelos más convocantes de Argentina. Motivados por la cercanía de los barrios Nueva Italia y Alta Córdoba, el clásico Instituto-Racing es el segundo en importancia dentro de la ciudad, luego del clásico cordobés (entre Belgrano y Talleres). Esta rivalidad supo también tener episodios a nivel nacional, en las principales categorías del ascenso argentino. La rivalidad entre "gloriosos" y "académicos" se gestó desde los escenarios mismos de la Liga Cordobesa de fútbol, cuando en 1936 ambos elencos disputaban el "Torneo Preparación", perteneciente a la Primera División local. En mayo de aquella temporada, Racing marchaba invicto en el torneo hasta que en su camino se cruzó el equipo albirrojo, que terminó cortando su racha con un categórico 6-1, que provocó el derrumbe futbolístico de la institución de Nueva Italia (en ese entonces, todavía en el Barrio Pueyrredón). Para colmo de males, Racing terminaría cerrando el torneo luchando por no perder la categoría, algo que se terminó de consumar luego de una nueva derrota a manos de Instituto por 2-1, sellando de esta forma el destino de Racing y enarbolando la rivalidad entre ambos clubes.

### General Paz Juniors
Una rivalidad menor que tuvo Racing en su historia fue con el Club Atlético General Paz Juniors. La misma se gestó en los primeros años de Racing, ya que General Paz Juniors, que se había fundado en 1914, fue constituido a partir de los espacios dejados por el Córdoba Athletic Club, cuando en ese mismo año resolvió abandonar la práctica del fútbol, dejando su legado en manos de un grupo de simpatizantes provenientes del Barrio General Paz, quienes se afincaron en el Barrio Juniors de Córdoba. Diez años después, en 1924, se fundó Racing en el actual Barrio Pueyrredón, cuyos primeros campos de juego se ubicaban en terrenos pertenecientes a este barrio, lindante con el Barrio Juniors. La rivalidad continúa al día de hoy, más allá del traslado de Racing al Barrio Nueva Italia.

### Otras rivalidades
- Club Atlético Belgrano
- Club Atlético Talleres

## Jugadores

### Plantel 2025
- Actualizado el 8 de julio de 2025

- Los equipos argentinos están limitados a tener un cupo máximo de seis jugadores extranjeros, aunque solo cinco podrán firmar la planilla del partido

#### Altas
| Invierno              |                |                             |                      |
| Jonathan Rougier      | Guardameta     | Motagua                     | Libre                |
| Elías Calderón        | Defensa        | Belgrano de Córdoba         | Préstamo             |
| Tomás Castro          | Centrocampista | Belgrano de Córdoba         | Préstamo             |
| Verano                |                |                             |                      |
| Daniel Abello         | Defensa        | Gimnasia y Tiro de Salta    | Libre                |
| Martín Albarracín     | Defensa        | Deportivo Camioneros        | Regresa del préstamo |
| Alexis Caballero      | Defensa        | Olimpia                     | Libre                |
| Raúl Chamorro         | Defensa        | Sarmiento de La Banda       | Libre                |
| Lucas Flores          | Defensa        | Belgrano de Córdoba         | Libre                |
| Valentín Perales      | Defensa        | Estudiantes de Caseros      | Libre                |
| Martín Szumik         | Defensa        | Talleres de Córdoba         | Libre                |
| Santiago Churchi      | Centrocampista | Sarmiento de Etruria        | Libre                |
| Matías Machado        | Centrocampista | Colegiales                  | Libre                |
| Francisco Monticelli  | Centrocampista | Belgrano de Córdoba         | Préstamo             |
| Braian Rivero         | Centrocampista | Defensa y Justicia          | Préstamo             |
| Nicolás Sánchez       | Centrocampista | Gimnasia y Esgrima La Plata | Préstamo             |
| Leonel Barrios        | Delantero      | Excursionistas              | Libre                |
| Pablo Chavarría       | Delantero      | Belgrano de Córdoba         | Libre                |
| Maximiliano Gutiérrez | Delantero      | Argentino de Monte Maíz     | Préstamo             |
| Guillermo Sánchez     | Delantero      | Alvarado de Mar del Plata   | Libre                |
| Lautaro Villegas      | Delantero      | San Miguel                  | Libre                |

#### Bajas
| Invierno           |                |                               |                       |
| Joaquín Mattalia   | Guardameta     | Unión Magdalena               | Rescisión de contrato |
| Daniel Abello      | Defensa        | Nueva Chicago                 | Rescisión de contrato |
| Nicolás Sánchez    | Centrocampista | Gimnasia y Esgrima La Plata   | Fin del préstamo      |
| Leonel Barrios     | Delantero      | Talleres (RdE)                | Rescisión de contrato |
| Guillermo Sánchez  | Delantero      | Patronato de Paraná           | Rescisión de contrato |
| Verano             |                |                               |                       |
| Mateo Pierobon     | Guardameta     | C.A.I. de Comodoro Rivadavia  | Fin de contrato       |
| Juan Cruz Argüello | Defensa        | Instituto de Córdoba          | Fin del préstamo      |
| Mathias Bogado     | Defensa        | Agente libre                  | Fin de contrato       |
| Fernando González  | Defensa        | Güemes de Santiago del Estero | Fin de contrato       |
| Facundo Rivero     | Defensa        | Ferro                         | Fin de contrato       |
| Javier Bayk        | Centrocampista | Flandria                      | Fin de contrato       |
| Abel Bustos        | Centrocampista | Deportivo Madryn              | Fin de contrato       |
| Lautaro Cerato     | Delantero      | Liniers de Bahía Blanca       | Fin del préstamo      |
| Facundo Curuchet   | Delantero      | Puerto Nuevo                  | Fin de contrato       |
| Jonathan González  | Delantero      | Vargas Torres                 | Fin de contrato       |
| José Méndez        | Delantero      | Gimnasia y Tiro de Salta      | Fin de contrato       |
| Bruno Nasta        | Delantero      | San Miguel                    | Traspaso              |

#### Cesiones
| Jugador          | Posición       | Destino                       | Fin del préstamo |
| ---------------- | -------------- | ----------------------------- | ---------------- |
| Marcio Gómez     | Defensa        | Técnico Universitario         | 31-12-2025       |
| Santiago Rinaudo | Defensa        | Central Norte de Salta        | 31-12-2025       |
| Alan Olinick     | Centrocampista | Orense                        | 31-12-2025       |
| Axel Oyola       | Centrocampista | Güemes de Santiago del Estero | 31-12-2025       |

### Jugadores destacados
- Roberto Gasparini
- Carlos A. Videla
- Eduardo Saporiti
- Luis Amuchástegui
- Cristian Alberto Rami
- Raul Alejandro Vangioni
- Juan José Urruti
- Miguel Oviedo
- Emilio N. Commisso
- Miguel Ballejo
- José T. Serrizuela
- Humberto Bravo
- Ramón Benítez
- José M. Bianco
- Héctor Chazarreta
- Raúl de la Cruz Chaparro
- Juan R. Comas
- Juan M. Ramos
- Víctor H. Ferreyra
- Víctor H. Sotomayor
- Fernando Galetto
- Roberto Monserrat
- Víctor López
- Cristian Rami
- Luis Miguel "Pulga" Rodríguez
- Edmundo Valdiviezo
- Gustavo Canto
- Federico Bravo
- Leonardo Rodriguez
- César Mansanelli
- Jesús Tablada

## Entrenadores destacados
- Alfio Basile (Nac. 1978, Nac. 1980, Met. 1982, Nac. 1983, Met. 1983).
- Enrique O. Sivori (Liga Cordobesa 1981)
- Gualberto Muggione (Nac. 1981, Nac. 1982, Metro 1982, Metro 1983, Nac. B 1990/91, Nac. B 1992/93, Arg. B 1996/97)
- Pedro Marchetta (Nac. 1984, Met. 1984, 1.ª Div. 1987/88, Clasif. 1988, Nac. B 2001/02)
- Humberto Maschio (Nac. 1985)
- José O. "La Pepona" Reinaldi (1.ª Div. 1986/87, 1.ª Div. 1989/90)
- Rodolfo Motta: (1.ª Div. 1988/89, Clasif. 1989, 1.ª Div. 1989/90, Nac. B 1990/91)
- Juan José López (Nac. B 1990/91)
- Juan M. Ramos (Arg. B 1996, Arg. B 1998, Arg. A 1999, B Nac. 1999/00, B Nac. 2000/01, B Nac. 2001/02, Arg. A 2012/13)
- Gustavo Coleoni (Liga Cordobesa 2004,  Arg. A 2005/06, Arg. A 2011/12)
- Luis A. Islas (Arg. A 2012/13, Fed. B 2013/14)
- Reinaldo C. Merlo (Fed. A 2018)
- Francisco "Pancho" Silva
- Hernán Medina (Reg. Ama. 2020/21, Fed. A 2021)
- Carlos Bossio (Fed. A 2022, Nac. B 2023)

## Datos del club
Total de temporadas en AFA: 49
- Temporadas en Primera División: 16
  - Primera División: 8 (1982 - 1989/90).
  - Torneo Nacional: 7 (1978, 1980 - 1985).
  - Torneo Promocional: 1 (1967).
    - Mejor ubicación en Primera División: 2.º (1980).[10]
    - Peor ubicación en Primera División: 18.º (1989-90).
    - Ubicación en la tabla histórica de Primera División: 42.º
      - Partidos diputados: 413.
      - Partidos ganados: 134.
      - Partidos empatados: 126.
      - Partidos perdidos: 153.
      - Puntos sumados: 405.

    - Goles en Primera División:
      - Goles a favor: 500.
      - Goles en contra: 550.
      - Diferencia de gol: -50.

    - Máxima goleada a favor en la Primera División: Racing 5-0 Nueva Chicago (1983).
    - Máxima goleada en contra en la Primera División: Racing 1-7 Ferro Carril Oeste (1985/86).
    - Jugador con mayor cantidad de partidos disputados en la Primera División:
      -  Lucio Del Mul (293 partidos).

    - Jugador con mayor cantidad de goles anotados en la Primera División:
      -  Roberto Gasparini (73 goles).
- Temporadas en Segunda División: 11
  - Primera B Nacional: 10 (1990-91 - 1992/93, 1999-00 - 2001-02, 2004-05, 2023 - 2025).
  - Torneo Regional: 1 (1967).
    - Mejor ubicación en Segunda División: 8.os de final (2000-01).
    - Peor ubicación en Segunda División: 22.º (1992-93), (2001-02).
    - Ubicación en la tabla histórica de Primera B Nacional: 53.º
      - Partidos diputados: 301.
      - Partidos ganados: 88.
      - Partidos empatados: 100.
      - Partidos perdidos: 113.
      - Puntos sumados: 332.

    - Goles en Segunda División:
      - Goles a favor: 375.
      - Goles en contra: 430.
      - Diferencia de gol: -55.

    - Máxima goleada a favor en la Primera B Nacional: Racing 4-0 Gimnasia y Esgrima de Jujuy (2000-01).
    - Máxima goleada en contra en la Primera B Nacional: 
 Racing 0-5 Talleres (RdE) (1991-92)
Racing 0-5 Defensa y Justicia (1992-93)
 Racing 0-5 San Martín (T) (2000-01)
 Racing 0-5 Tigre (2001-02).
- Temporadas en Tercera División: 14
  - Torneo del Interior: 1 (1994/95).
  - Torneo Argentino A: 10 (1998/99, 2002/03 - 2003/04, 2005/06 - 2012/13).
  - Torneo Federal A: 3 (2018-19, 2021 - 2022).
    - Mejor ubicación en Tercera División: 1° (1998-99, 2002-03, 2003-04, 2022).
    - Peor ubicación en Tercera División: 25.° (2012-13).
    - Ubicación en la tabla histórica de Tercera División: 7.°
      - Partidos disputados: 466.
      - Partidos ganados: 184.
      - Partidos empatados: 136.
      - Partidos perdidos: 125.
      - Puntos sumados: 688.

    - Goles en Tercera División:
      - Goles a favor: 521.
      - Goles en contra: 403.
      - Diferencia de gol: +118.

    - Máxima goleada a favor en la tercera categoría: Racing 6-0 Sportivo Patria (2007-08).
    - Máxima goleada en contra en la tercera categoría: Racing nunca perdió por una diferencia de 4 goles o más.
- Temporadas en Cuarta División: 8
  - Torneo Argentino B: 2 (1996/97, 1998/99).
  - Torneo Federal B: 4 (2014 - 2017).
  - Torneo Regional Federal Amateur: 2 (2020 - 2020-21).
    - Mejor ubicación en Cuarta División: 1° (1998-99, 2017, 2020-21).
    - Peor ubicación en Cuarta División: Primera fase (1996-97, 2016).
      - Partidos disputados: 82.[nota 1]
      - Partidos ganados: 45.
      - Partidos empatados: 26.
      - Partidos perdidos: 12.
      - Puntos sumados: 141.

    - Goles en Cuarta División:
      - Goles a favor: 136.
      - Goles en contra: 77.
      - Diferencia de gol: +59.

    - Máxima goleada a favor en la cuarta categoría: Racing 12-1 San Martín de La Rioja (1996-97).
    - Máxima goleada en contra en la cuarta categoría: Racing 0-5 Estudiantes de Río Cuarto (2016).
- Máximos goleadores en la historia del club:
  -  Ricardo Videla (129 goles).
  -  Roberto Gasparini (127 goles).
  -  Cristian Rami (101 goles).
- Jugadores que más partidos disputaron en la historia del club:
  -  Lucio Del Mul (378 partidos).
  -  Roberto Gasparini (360 partidos).
  -  Pascual Noriega (353 partidos).
- Jugador con mayor cantidad de partidos disputados en la Liga Cordobesa:
  -  Carlos Videla (248 partidos).
- Jugador con mayor cantidad de goles anotados en la Liga Cordobesa:
  -  Ricardo Videla (123 goles).

## Palmarés
| Torneos Nacionales                              | Torneos Nacionales                             | Torneos Nacionales                 |
| Competición                                     | Títulos                                        | Subcampeonatos                     |
| ----------------------------------------------- | ---------------------------------------------- | ---------------------------------- |
| Primera División Argentina (0/1)                |                                                | 1980                               |
| Tercera División                                |                                                |                                    |
| Argentino A (2/2)                               | 1998/99, 2003/04                               | 2002/03, 2007/08                   |
| Federal A (1/1)                                 | 2022                                           | 2021                               |
| Cuarta División                                 |                                                |                                    |
| Argentino B (1/0)                               | 1998/99                                        |                                    |
| Federal B (1/1)                                 | 2017                                           | 2015                               |
| Torneo Regional Federal Amateur (1/0)           | 2020/21                                        |                                    |
| Torneos Provinciales                            |                                                |                                    |
| Competición                                     | Títulos                                        | Subcampeonatos                     |
| Provincial (1/0)                                | 1981                                           |                                    |
| Torneos Regionales                              |                                                |                                    |
| Competición                                     | Títulos                                        | Subcampeonatos                     |
| Primera División Liga Cordobesa de Fútbol (8/6) | 1962, 1965, 1967, 1980, 1981, 1994, 2004, 2019 | 1950, 1971, 1977, 1993, 1996, 1997 |
| Segunda División Liga Cordobesa de Fútbol (3/0) | 1935, 1942, 2015                               |                                    |
| Tercera División Liga Cordobesa de Fútbol (1/0) | 1926                                           |                                    |
| Preparación (2/0)                               | 1953, 1958                                     |                                    |
| Iniciación (1/1)                                | 1965                                           | 1961                               |
| Competencia (1/3)                               | 1965                                           | 1962, 1964, 1966                   |
| Clasificación (1/0)                             | 1967                                           |                                    |
| Zonal (1/0)                                     | 1971                                           |                                    |
| Apertura (4/0)                                  | 1980, 1994, 1995, 1998                         |                                    |
| Clausura (3/0)                                  | 1965, 1979, 2004                               |                                    |
|                                                 |                                                |                                    |
|                                                 |                                                |                                    |

### Otros logros
- Torneo Argentino A: Campeón del Torneo Apertura 2002
- Torneo Argentino A: Campeón del Torneo Apertura 2004

### Torneos Nacionales Amistosos
- Copa inauguración Estadio Miguel Sancho: 1948.
- Copa Challenger: 1964, 1965 y 1967.
- Copa Neder Nicola: 1973 y 1981.
- Copa San Martín de Tours: 1981.
- Copa Córdoba: 1981.[12]
- Copa Desafío Córdoba: 2008.
- Copa "Sesentenario" Sunchales: 2008.
- Copa Agencia Córdoba Deportes: 2015.
- Copa Clásicos de la Ciudad de Córdoba: 2022

### Torneos Internacionales
- Copa Presidente (Corea del Sur): 1981